# یول وازکوئز
یول وازکوئز (به انگلیسی: Yul Vazquez) (زاده ۱۸ مارس ۱۹۶۵) بازیگر کوبایی -آمریکایی است.
از فیلم‌های معروف او می‌توان به بازی در فیلم پسران بد ۲، فاکرهای کوچک، تازه، گرینگو، بلوار نجات، خاطرات واقعی یک آدمکش بین‌المللی، اکس، سرقت از اوباش، سوپر، آنامورف و پدیده اشاره کرد.